# Andrea Pasqualino Marini da Recanati
Andrea Pasqualino Marini, noto anche con lo pseudonimo di Pasqualino da Recanati (Recanati, 1660 circa – Roma, 1712 circa), è stato un pittore italiano attivo nelle Marche, in Umbria, in Toscana e a Roma, appartenente al periodo del tardo barocco.

## Biografia
Pittore marchigiano a cavallo della seconda metà del seicento e primi anni del settecento, con molta probabilità fu a Recanati che ebbe i suoi primi insegnamenti sulla pittura a bottega da Pier Simone Fanelli (1641-1703), pittore quest’ultimo che nel 1693 sarà anche il padrino del figlio del Marini: Guglielmo Flaviano Sigismondo, nato il 18 luglio dello stesso anno. La sua formazione artistica però sarà completata a Roma dove subirà gli effetti e lo stile di Carlo Maratta, lavorando forse nella sua bottega o con uno dei suoi allievi.

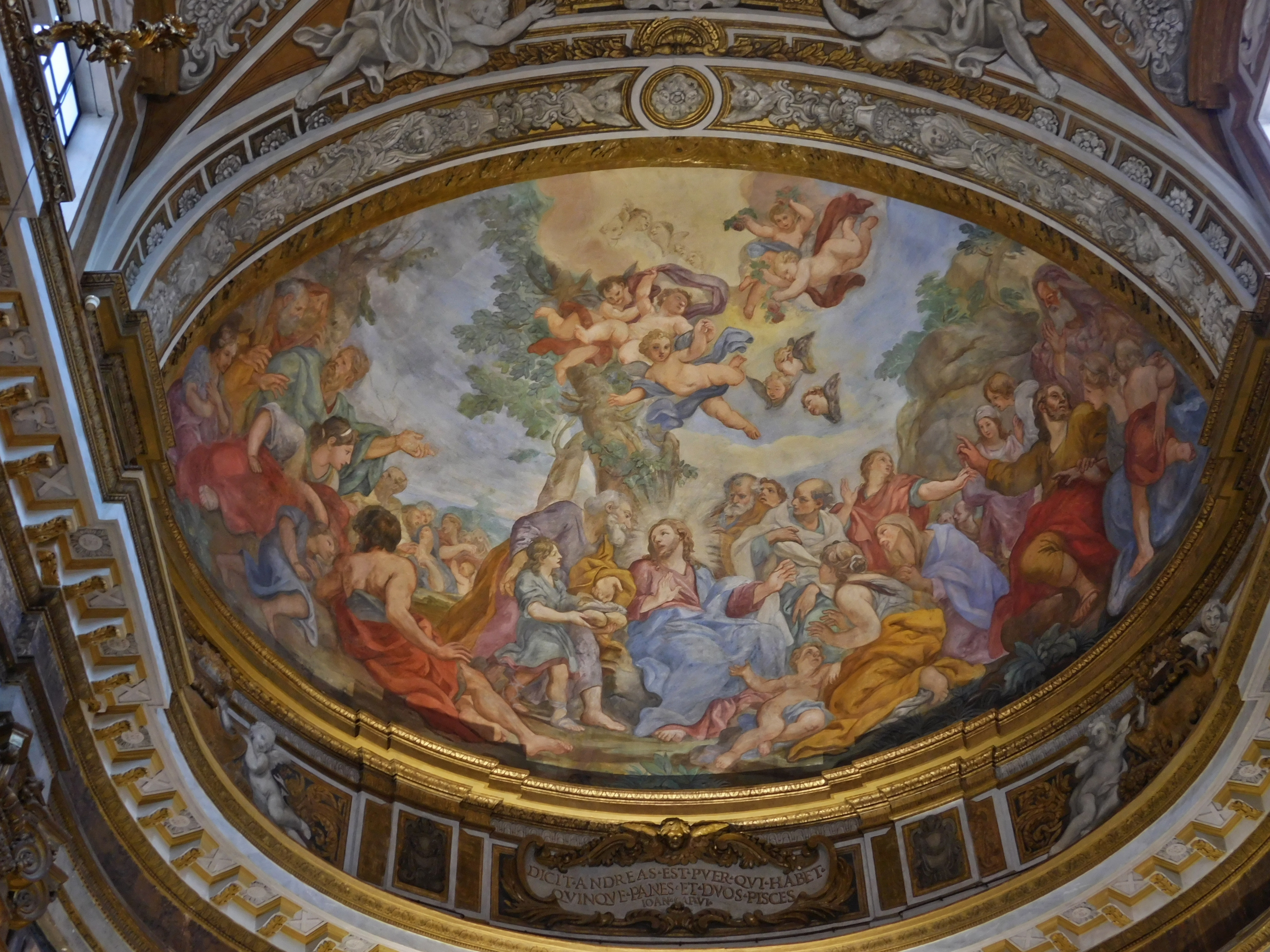
Basilica di Sant'Andrea delle Fratte, Roma

Tra le opere del pittore recanatese vanno sicuramente citati gli affreschi di Sant’Andrea delle Fratte a Roma, imponenti per grandezza, solo la cupola misura 230 metri quadrati, iniziati nel 1690 con i pennacchi, proseguiti nel 1691 con l’abside e terminati con la cupola appunto, dopo una pausa di oltre tre anni per vicende processuali, presumibilmente nel 1700  o nel 1710.
L’attività del Marini lo vede a Roma già nel 1681 e nel 1682, per partecipare a due concorsi indetti dall’Accademia di San Luca, classificandosi rispettivamente al terzo e al secondo posto. Chi ci ricorda e testimonia poi la presenza del Marini sempre a Roma sono le varie guide romane stampate nel Settecento. La prima fu Roma antica e moderna di Gregorio Roisecco (1750), che oltre a parlare degli affreschi di Sant’Andrea delle Fratte, parla anche di un altro affresco perduto nella chiesa dei santi Vito e Modesto. Altro testimone sarà Filippo Titi che nella sua Studi di Pittura Scultura e Architettura, nella quale menziona tre tele realizzate dal pittore recanatese nella chiesa di Santa Maria in Campo Marzio.
Pasqualino Marini negli anni si alternerà per i suoi lavori tra le Marche e Roma, a Recanati lascerà diverse opere: una pala d'altare raffigurante San Carlo Borromeo per la chiesa di San Filippo Neri e uno Sposalizio mistico di Santa Caterina per la chiesa di Santa Maria di Castelnuovo . In questo peregrinare lo troveremo anche a Foligno nel 1697 dove dipinse uno stendardo processionale per la Confraternita del Crocifisso di Foligno andato purtroppo perso. 
Diverse altre sono le opere del Marini nelle Marche: una Madonna col Bambino e San Gregorio Papa del 1693, oggi a  Matelica nel Museo Piersanti,  un Cristo e la Veronica nella Chiesa di Santa Maria in Via a Camerino, Sant’Antonio da Padova venera Gesù Bambino nel presepe, Chiesa di Santa Maria in Varano a Recanati, l’Immacolata Concezione  nella chiesa di San Francesco a Corridonia, ultima opera questa conosciuta del Marini datata 1710. Altri ancora sono i dipinti attribuiti al Marini come quello che rappresenta Sant’Anna e la Vergine, San Gioacchino, San Giuseppe, Sant’Ignazio, San Francesco Saverio, situato nella chiesa dell’Assunta a Recanati , come la Madonna col Bambino e San Giovannino, a  Recanati nel Museo civico di Villa Colloredo Mels. Questa tela, originariamente collocata nella chiesa di San Vito sempre di Recanati, avrebbe una attribuzione riconducibile a Simone Fanelli, secondo Giulia Spina però denoterebbe notevoli affinità con i dipinti di Matelica e Santa Maria in Castelnuovo di Recanati, propendendo per questo per una attribuzione al Marini.
Troviamo ancora Pasqualino Marini a Cortona nel 1710, con un dipinto nell’altare maggiore della chiesa di San Cristoforo con una Madonna col Bambino, San Giacomo e San Cristoforo, opera datata e firmata.
Negli anni settanta del secolo scorso Dante Bernini notò la firma “Andreas Pasqualinus Marini” su un dipinto della Galleria Nazionale delle Marche raffigurante una Pubblica udienza di Clemente XI, Giovan Francesco Albani papa urbinate che ricoprì la carica dal 1700 al 1721, scoperta questa resa nota però solo nei primi anni Duemila. Oggi questa la tela è esposta al secondo piano della Galleria Urbinate, assieme a quella intitolata Clemente XI segue la processione in Piazza San Pietro, che secondo il giudizio di Giulia Spina, sarebbe attribuibile a Pasqualino Marini da Recanati.
Altre opere del Marini nelle Marche sono descritte in vari studi, come quello di  Michela Casella, la quale a seguito della segnalazione di don Sandro Corradini di Camerino, riconduce al Marini due tele della cappella della Passione nella chiesa di Santa Maria in Via di Camerino, tele attualmente  non visibili in quanto trasferite in altri luoghi per le conseguenze del terremoto dell'ottobre del 2016 che colpì la città dei duchi Da Varano.
Del pittore recanatese, ad oggi ancora poco studiato, di fatti della sua vita privata sappiamo ben poco, ogni tanto emergono nuove informazioni su alcune sue opere, come quanto emerso a Tolentino, anche se un po’ confuso dal punto di vista cronologico. Negli scritti di Nicola Gualtieri del 1727 si legge che nella volta del “pantheon” di San Catervo, antico tempio, in parte distrutto e in parte  inglobato nell’ottocento nella nuova cattedrale, vi fosse una gloria celeste realizzata a spese dell’Abate Benaducci che la fece dipingere a “Pasqualino Marini da Recanati circa l’anno 1700” . Di questa opera non resta che un frammento con un angioletto musicante in un affresco attualmente annesso agli ambienti dell’episcopio. Altra testimonianza la porta Vincenzo Buontempo il quale di recente a reso pubblica la scoperta di un documento della fine del Seicento “Romana Picturae Cuppolae”, nel quale vengono citati due quadri realizzati per quello che fu il finanziatore degli affreschi di Sant’Andrea delle Fratte, quadri realizzati per l’abitazione di quest’ultimo a Rocca di Papa, dei quali non se ne conosceva l’esistenza e per i quali magari ricerche più approfondite potrebbero dare informazioni aggiuntive.
Andrea Pasqualino Marini viene accolto tra i Virtuosi del Pantheon nel 1704.